# O Eume
O Eume és una comarca de Galícia situada a la província de la Corunya. Limita amb les comarques de Ferrol i Ortegal al nord, amb la Terra Chá a l'est, amb la comarca de Betanzos al sud i a l'oest amb la ria d'Ares.

## Municipis
En formen part els municipis de:
- A Capela
- As Pontes de García Rodríguez
- Cabanas
- Pontedeume
- Monfero